# Pierre Bourgeois (poète)
Pour les articles homonymes, voir Pierre Bourgeois et Bourgeois.
Pierre Bourgeois, né à Charleroi le 4 décembre 1898 et mort le 25 mai 1976, est un poète et cinéaste belge.

## Biographie
Il est le frère cadet de l'architecte Victor Bourgeois avec qui, de 1922 à 1929, il anime 7 Arts, revue pointue qui défend la plastique pure (déclinaison belge de l'abstraction géométrique) et qui fait une synthèse de tous les arts, peinture, sculpture, arts décoratifs, littérature, musique et cinéma,. Charles Dekeukeleire y écrit des articles percutants et avant-gardistes. Dans cette foulée, ils créent le Club des Amis du Septième Art (CASA). En 1929, Pierre Bourgeois inspira le troisième film de Dekeukeleire Histoire de détective.
Selon ses propres termes, la poésie constituait pour Pierre Bourgeois « le tout » de sa vie : il a publié environ 800 poèmes, et des centaines de pages demeurent encore inédites (dont un journal de 35 tomes).
Il fut aussi cinéaste, produisant des documentaires, parfois de propagande, comme Deviens mineur ! en 1947 qui incite les chômeurs à devenir mineurs, afin de participer à la reconstruction du pays et à la relance de l'économie, notamment dans le domaine de l'architecture et de l'urbanisme.
Il a réalisé Chemins de fer et gares dans une colline en 1952, film noir et blanc de six minutes sur la Jonction Nord-Midi et la Gare centrale (ce document se trouve sur le DVD Rail consacré à l'histoire des chemins de fer en Belgique, édité par la Cinémathèque royale de Belgique.) En 1960, Pierre Bourgeois rencontre l'artiste peintre Berthe Dubail avec laquelle il lie une profonde amitié, comme en témoigne leur riche correspondance. Il se fera le commentateur sensible de son œuvre.

## Extrait poétique
« Ma jeunesse, ah ! rends-moi embryon de violence ! »[réf. nécessaire]
« La colère a droit à la pureté »[réf. nécessaire]